# Temparena
Genre
Temparena est un genre d'holothuries (concombres de mer) de la famille des Sclerodactylidae.

## Liste des espèces
Selon World Register of Marine Species (10 octobre 2020) :
- Temparena chuni (Ludwig & Heding, 1935)
- Temparena trouspetita Thandar, 2018

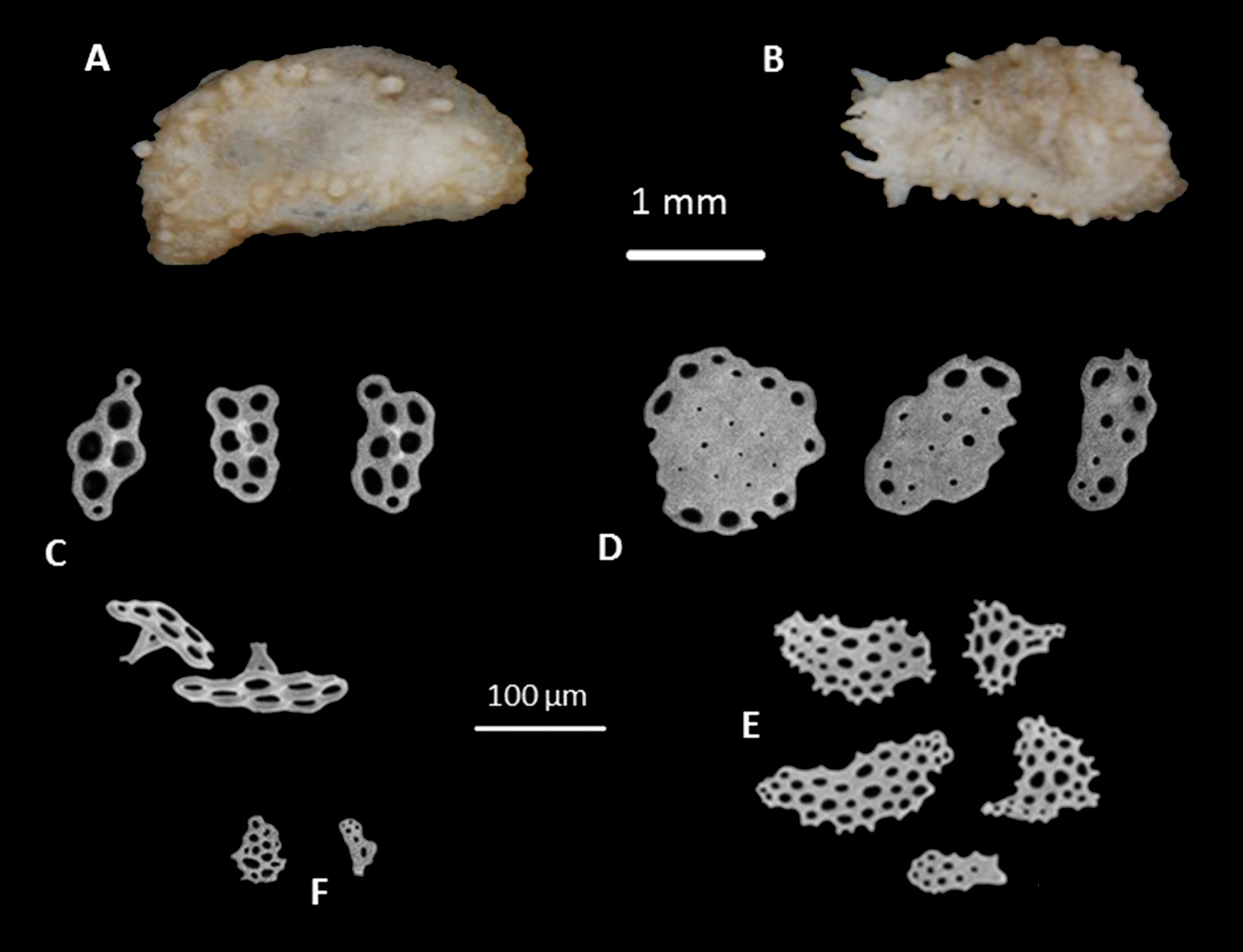
Temparena trouspetita